# Giovanni Pelleschi
Giovanni Luigi Ettore Pelleschi (Follonica, 9 dicembre 1845 – Buenos Aires, 6 febbraio 1922) è stato un ingegnere italiano.

## Biografia
Giovanni Pelleschi nacque a Follonica nel 1845 da Francesco Nicola (1801-1858), ingegnere, amministratore dei beni del Granducato in Maremma e direttore delle miniere di Follonica, e da Eufemia Taruffi (1814-1884). Studiò a Firenze prima alle Scuole Pie e poi all’Istituto Tecnico Reale e, in seguito, si laureò in ingegneria a Bologna. Nel 1866 prese parte alla terza guerra di indipendenza. Dopo aver lavorato a Firenze presso lo studio di Giovanni Morandini, nel 1874 emigrò in Argentina, dove lavorò nel dipartimento nazionale delle opere pubbliche sotto la direzione dell'ingegnere italiano Pompeo Moneta, occupandosi in particolare della linea ferroviaria fra Andalgalà ed Aconnquija.Nel 1877 ricevette l'incarico di guidare una spedizione nel Chaco per studiare il corso del fiume Bermejo e valutarne la navigabilità. Queste esperienze vennero riportate nei libri "Otto Mesi nel Gran Ciacco", pubblicato a Firenze nel 1881 e " Los Indios Matacos y su Lengua" pubblicato a Buenos Aires nel 1897. Nel 1892 sua moglie Giacinta Assunta Boni (1847-1918) partì con le due figlie, Cesira (1867-1951) e Eufemia (morta durante il viaggio), per raggiungerlo in Argentina. 

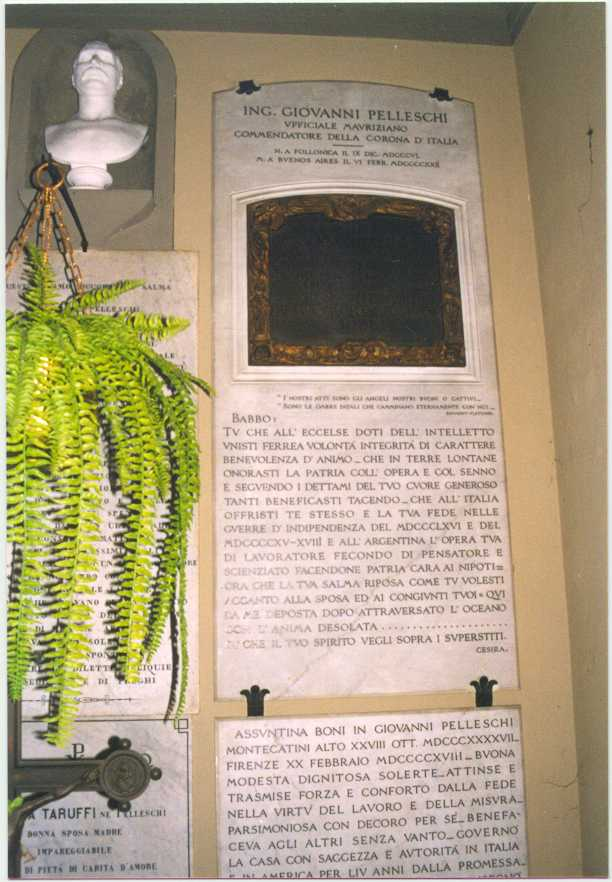
Lapide sulla tomba di famiglia

In collaborazione con Church e Mackinlay, fondò la Ferrocarril Villa María a Rufino per la costruzione della rete ferroviaria nella provincia di Córdoba. Questa linea ferroviaria rese possibile lo sviluppo economico di quell'area e la creazione di numerose colonie, in particolare di immigrati italiani, che furono attratti dai vantaggi concessi dal governo. 
Poeticamente, ha chiamato le stazioni con i nomi di ciò che amava di più: Ausonia (antico nome dell'Italia), Etruria (antico nome della sua regione), Santa Eufemia (sua madre e sua figlia), Assunta (sua moglie) e La Cesira (sua figlia). Per questo lavoro nel 1892 fece giungere in Sudamerica il fratello Pietro. 
Ha ricoperto la presidenza dell'Ospedale italiano di Buenos Aires per sei anni, ha collaborato con La Nación (Diario) e con l'Istituto geografico e nella "Società scientifica argentina". Nel 1905 il re d'Italia lo nominò Cavaliere dell'Ordine dei Santi Maurizio e Lazzaro e nel 1912 Commendatore dell'Ordine della Corona d'Italia.
Nel 1909 fu nominato commissario generale per l'Esposizione internazionale dei trasporti che si tenne nel 1910 a Buenos Aires in occasione delle celebrazioni del centenario della fondazione dello Stato, un compito che svolse rinunciando al compenso.
A quasi 70 anni tornò in patria come volontario per la prima guerra mondiale. Il 9 marzo 1916 venne arruolato con il grado di maggiore ingegnere e assegnato allo stato maggiore a Udine.
Terminato il conflitto tornò a Buenos Aires, dove morì nel 1922.
Nel 1927 il corpo venne traslato in Italia e riposa a Bastia di Empoli, vicino a Ponte a Elsa.